# Ernst Ahl
Ernst Ahl, Christoph Gustav Ernst Ahl (ur. 1 września 1898 w Berlinie, zm. 14 lutego 1943? w Jugosławii) – niemiecki zoolog, ichtiolog i herpetolog, członek NSDAP. 
Tytuł doktora uzyskał w roku 1921 na Uniwersytecie Humboldtów w Berlinie za pracę Zur Kenntnis der Knochenfischfamilie Chaetodontidae insbesondere der Unterfamilie Chaetodontinae.
Od roku 1921 pracował w Muzeum Historii Naturalnej w Berlinie, na kierowniczym stanowisku w dziale ryb i gadów. W latach 1927–1934 był redaktorem naczelnym czasopisma Das Aquarium
W okresie międzywojennym był badaczem życia ryb. Wiele z tych gatunków jest hodowanych w akwariach domowych słodkowodnych lub słonowodnych (morskich).
Wcielony do wojska 27 sierpnia 1939 roku do Wehrmachtu walczył na terenach polskich, gdzie został ranny. Po powrocie do zdrowia wcielony ponownie do wojska walczył w Afryce Północnej, następnie został przeniesiony do Jugosławii, gdzie zginął.
Opisał ok. 250 gatunków ryb. Wiele z nich dziś są nazwami synonimicznymi. Z tej grupy ponad 80 jest nadal aktualna.
W taksonomii Ernest Ahl opisywany jest jako Ahl [E.]. Ma to związek z innym zoologiem o tym samym nazwisku, lecz żyjącym i pracującym pod koniec XVIII wieku, autorem np. gatunku Echidna nebulosa (echidna gwiaździsta), czy rodzaju Ophichthus.

## Wybrane obowiązujące nazwy[3]
Acanthurus maculiceps — Anablepsoides xanthonotus — Aphyosemion bitaeniatum — Aphyosemion bualanum — Aphyosemion congicum — Aphyosemion elberti —
Aphyosemion escherichi — Aphyosemion obscurum — Aphyosemion pascheni — Aphyosemion riggenbachi — Aplocheilichthys fuelleborni — Aplocheilichthys vitschumbaensis — Astyanax poetzschkei — Austrolebias adloffi — Austrolebias wolterstorffi — Badis assamensis — Barbus mahakkamensis — Chaetodon madagaskariensis — Chaetodon paucifasciatus — Chaetodon dolosus — Chaetodon guentheri — Chaetodon interruptus — Cynopanchax bukobanus — Dimidiochromis kiwinge — Epiplatys sangmelinensis — Epiplatys zenkeri — Esomus caudiocellatus — Esomus lineatus — Esomus malayensis — Esomus metallicus — Farlowella schreitmuelleri — Fundulopanchax fallax — Gambusia myersi — Gobius boekeri — Haplochilichthys fuelleborni — Hemigrammus rhodostomus (Zwinnik czerwonousty) — Heniochus pleurotaenia — Heptapterus ornaticeps — Hyphessobrycon maculicauda — Hyphessobrycon pulchripinnis (Bystrzyk pięknopłetwy) — Hyphessobrycon scholzei (Bystrzyk czarnopręgi) — Labeo moszkowskii — Labeotropheus fuelleborni (Pyszczak Fuelleborna) — Lacustricola kassenjiensis — Lacustricola kongoranensis — Lethrinops argenteus — Lethrinops marginatus — Marosatherina ladigesi — Metynnis altidorsalis — Metynnis argenteus — Metynnis fasciatus — Metynnis otuquensis — Microglanis ater — Micropanchax keilhacki — Myloplus arnoldi — Nemachilus longipinnis — Neolissochilus thienemanni — Nothobranchius kiyawensis — Nothobranchius kuhntae — Nothobranchius rachovii — Nothobranchius robustus — Nothobranchius thierryi — Nothobranchius vosseleri — Oreochromis chungruruensis — Pantanodon stuhlmanni — Phenacogaster suborbitalis — Pimelodella conquetaensis — Pimelodella pappenheimi — Pimelodella rendahli — Plataplochilus ngaensis — Poropanchax normani — Procatopus aberrans — Procatopus similis — Pseudotropheus macrophthalmus — Puntius dorsimaculatus — Puntius dunckeri — Rasbora chrysotaenia — Rasbora gerlachi — Rasbora paucisqualis — Rasbora tobana — Rasbora tornieri — Stegophilus panzeri